# دهه ۱۳۷۰ (پیش از میلاد)
دهه ۱۳۷۰ (پیش از میلاد) صد و سی و هفتمین دهه قبل از مبدأ شروع تقویم میلادی است.